# Estée Lauder
Estée Lauder (1/7/1908 - 24/4/2004) là người đồng sáng lập những công ty của Estée Lauder (Estée Lauder Companies), một công ty đi tiên phong trong lĩnh vực mỹ phẩm trang điểm. Bà được sinh ra tại Corona, Queens, New York, là con gái của dân nhập cư Do Thái Hungary. Bà là người phụ nữ duy nhất lọt vào danh sách 20 nhà thiên tài kinh doanh có tầm ảnh hưởng nhất thế kỷ 20 của tạp chí Time năm 1998. Bà cũng là người được nhận huân chương Tự do Tổng thống (Presidential Medal of Freedom).
Bà cưới Joseph Lauder năm 1930. Họ có hai con. Estée li dị Joseph năm 1939, và tái hôn với ông năm 1942. Cặp đôi này sau đó đã duy trì hôn nhân cho đến khi Joseph qua đời năm 1982. Gia đình nhà Lauder đổi họ sang họ "Lauder" vào cuối những năm thập niên 1930. Con cả của bà Estée, Leonard Lauder, là giám đốc điều hành của Estée Lauder và hiện giờ là chủ tịch của công ty. Con thứ của bà Estée, Ronald Lauder, là một nhà bác ái nổi tiếng, một doanh nhân, thành viên đảng cộng hòa dưới thời của tổng thống Reagan, cùng nhiều những hoạt động khác.
Lauder chết ở tuổi 97 tại nhà riêng ở Manhattan sau một cơn đau tim.